# Список Героев Социалистического Труда (Ц)
Эта страница является частью списка Героев Социалистического Труда и перечисляет в алфавитном порядке лиц, удостоенных звания Героя Социалистического Труда, чьи фамилии начинаются с буквы «Ц».
- Список не включает дважды и трижды Героев Социалистического Труда, а также лиц, лишённых этого звания.
- Список содержит информацию о датах жизни, роде деятельности и дате присвоения звания Героя.
- Герои, удостоенные звания посмертно, выделены в списке  серым цветом .
- Герои, сменившие фамилию после присвоения звания, приводятся в списках дважды, при этом строка с новой фамилией выделяется  бежевым цветом  и не имеет номера.

## Список людей, фамилии которых начинаются с «Ц»
| №          | Фамилия, имя, отчество              | Даты жизни              | Деятельность | Дата присвоения | ГС         |
| ---------- | ----------------------------------- | ----------------------- | --- | --------------- | ---------- |
| 1          | Цай Алексей Николаевич              | 26.11.1917 — 27.09.1984 | Бригадир колхоза имени Свердлова Верхне-Чирчикского района Ташкентской области | 22.05.1951      | [ ГС 1 ]   |
| 2          | Цай Ден Хак                         | 14.04.1913 — 05.05.1984 | Председатель колхоза «III Интернационал» Кармакчинского района Кзыл-Ординской области | 23.06.1966      | [ ГС 2 ]   |
| 3          | Цай Рен                             | 10.03.1910 — ????       | Звеньевая колхоза «Дальний Восток» Каратальского района Талды-Курганской области | 28.03.1948      | [ ГС 3 ]   |
| 4          | Цаликова Нина Ахметовна             | 1923 — 12.05.2003       | Учительница средней школы № 15 гор. Орджоникидзе, Северо-Осетинская АССР | 01.07.1968      | [ ГС 4 ]   |
| 5          | Цанава Пётр Нестерович              | 1912 — ????             | Заведующий отделом сельского хозяйства Сухумского района Абхазской АССР | 03.05.1949      | [ ГС 5 ]   |
| 6          | Цапкин Иван Петрович                | 15.02.1929 — 14.10.2012 | Слесарь Ленинградского станкостроительного объединения имени Свердлова Министерства станкостроительной и инструментальной промышленности СССР                                                              | 05.04.1971      | [ ГС 6 ]   |
| 7          | Цаплова Вера Степановна             | 24.08.1919 — 17.01.2013 | Раскройщица Московского объединения меховых предприятий «Труд» Министерства лёгкой промышленности РСФСР | 05.04.1971      | [ ГС 7 ]   |
| 8          | Цапок Марфа Андреевна               | 1915 — ????             | Свинарка совхоза «Гудермесский» Гудермесского района Чечено-Ингушской АССР | 22.03.1966      | [ ГС 8 ]   |
| 9          | Царёв Владимир Васильевич           | 22.07.1916 — 26.03.1988 | Слесарь-сборщик Центрального конструкторского бюро № 14 Государственного комитета Совета Министров СССР по оборонной технике, гор. Тула                                                                    | 12.05.1962      | [ ГС 9 ]   |
| 10         | Царёв Михаил Иванович               | 01.12.1903 — 04.11.1987 | Актёр Государственного академического Малого театра Союза ССР, народный артист СССР, гор. Москва | 30.11.1973      | [ ГС 10 ]  |
| 11         | Царевский Евгений Николаевич        | 28.02.1904 — 16.08.1995 | Первый заместитель директора по научно-технической работе Государственного оптического института имени С. И. Вавилова Министерства оборонной промышленности СССР, гор. Ленинград                           | 28.07.1966      | [ ГС 11 ]  |
| 12         | Царевский Михаил Михайлович         | 19.03.1898 — 29.07.1963 | Начальник строительства комбината № 817, генерал-майор инженерно-технической службы, Челябинская область                                                                                                   | 29.10.1949      | [ ГС 12 ]  |
| 13         | Цареградский Валентин Александрович | 24.07.1902 — 05.08.1990 | Начальник Геологоразведывательного управления и заместитель начальника Главного управления строительства на Дальнем Севере НКВД СССР (Дальстрой), генерал-майор инженерно-технической службы, гор. Магадан | 20.01.1944      | [ ГС 13 ]  |
| 14         | Царик Григорий Яковлевич            | 21.01.1909 — 30.06.1974 | Токарь-инструментальщик киевского завода «Арсенал» Киевского совнархоза | 15.06.1964      | [ ГС 14 ]  |
| 15         | Царьков Александр Семёнович         | 19.07.1928 — 23.02.1987 | Звеньевой колхоза «Труд» Загорского района Московской области | 04.03.1949      | [ ГС 15 ]  |
| 16         | Царьков Андрей Иванович             | 10.1887 — 1958          | Горный мастер Кивдинского рудоуправления комбината «Хабаровскуголь» Министерства угольной промышленности восточных районов СССР, Амурская область                                                          | 28.08.1948      | [ ГС 16 ]  |
| 17         | Царьков Евгений Николаевич          | 10.02.1937 — 11.08.2017 | Звеньевой совхоза «Рогачёвский» Дмитровского района Московской области | 30.04.1966      | [ ГС 17 ]  |
| 18         | Цахилов Захар Сосланбекович         | 28.05.1922 — 10.07.1999 | Директор Черкесского химического завода Министерства химической промышленности СССР, Карачаево-Черкесская автономная область                                                                               | 13.05.1977      | [ ГС 18 ]  |
| 19         | Цацко Михаил Павлович               | 1925 — ????             | Бригадир горнопроходческой бригады Ленинабадского горно-химического комбината Министерства среднего машиностроения СССР                                                                                    | 10.11.1970      | [ ГС 19 ]  |
| 20         | Цацуа Мамия Иоанович                | 1897 — ????             | Звеньевой колхоза имени Андреева Гальского района Абхазской АССР | 21.02.1948      | [ ГС 20 ]  |
| 21         | Цветков Василий Николаевич          | 14.01.1907 — 19.06.1976 | Директор племенного завода «Кудиново» Малоярославецкого района Калужской области | 22.03.1966      | [ ГС 21 ]  |
| 22         | Цветков Василий Павлович            | 01.01.1932 — 16.02.2010 | Бригадир механизированной колонны строительного управления № 14 треста «Мосгазпроводстрой» Министерства газовой промышленности СССР, Московская область                                                    | 30.03.1971      | [ ГС 22 ]  |
| 23         | Цветков Леонид Алексеевич           | род. 27.06.1931         | Бригадир машинистов автоскреперов строительно-монтажного управления № 96 Укрводстроя Министерства мелиорации и водного хозяйства Украинской ССР, Херсонская область                                        | 27.02.1974      |            |
| 24         | Цветков Николай Афанасьевич         | 1908—1997               | Мастер Волгоградского тракторного завода имени Ф. Э. Дзержинского Министерства тракторного и сельскохозяйственного машиностроения СССР                                                                     | 05.08.1966      | [ ГС 23 ]  |
| 25         | Цветков Николай Леонидович          | 10.05.1918 — 20.08.1997 | Шофёр Витебской автобазы № 1 Министерства автомобильного транспорта Белорусской ССР | 04.05.1971      | [ ГС 24 ]  |
| 26         | Цветкова Лидия Михайловна           | род. 13.03.1925         | Свинарка совхоза имени 17 партсъезда Юрьев-Польского района Владимирской области | 07.03.1960      | [ ГС 25 ]  |
| 26.000001  | Цветкова Матрёна Дмитриевна         | 07.11.1924 — 07.11.2014 | Звеньевая полеводческой бригады колхоза имени Ворошилова Яльчикского района Чувашской АССР | 19.03.1948      | [ ГС 26 ]  |
| 27         | Цветкова Тамара Андреевна           | 15.05.1926 — 02.08.2013 | Бригадир полеводческой бригады колхоза «Красный маяк» Городецкого района Горьковской области | 08.04.1971      | [ ГС 27 ]  |
| 28         | Цвигун Семён Кузьмич                | 28.09.1917 — 19.01.1982 | Первый заместитель Председателя Комитета государственной безопасности при Совете Министров СССР, генерал-полковник                                                                                         | 27.09.1977      | [ ГС 28 ]  |
| 29         | Цвилёв Иван Макарович               | 15.10.1935 — 29.11.2000 | Бригадир электросварщиков Первого Новокузнецкого строительно-монтажного управления треста «Сибстальконструкция» Министерства монтажных и специальных строительных работ СССР, Кемеровская область          | 22.05.1986      | [ ГС 29 ]  |
| 30         | Цвингер Яков Яковлевич              | 30.10.1915 — 1999       | Председатель колхоза имени Ф. Энгельса Кустанайского района Кустанайской области | 22.03.1966      | [ ГС 30 ]  |
| 31         | Цвиркунов Николай Акимович          | 19.12.1908 — 31.12.1996 | Председатель колхоза «Сопка героев» Крымского района Краснодарского края | 31.10.1957      | [ ГС 31 ]  |
| 32         | Цвитенко Прасковья Семёновна        | 01.07.1916 — 17.10.2005 | Свинарка колхоза «40 лет Октября» Нижне-Дуванского района Ворошиловградской области | 26.02.1958      | [ ГС 32 ]  |
| 33         | Цвитоха Пётр Игнатьевич             | род. 07.09.1925         | Комбайнёр колхоза имени Коминтерна Уманского района Черкасской области | 23.06.1966      |            |
| 34         | Цебрук Алексей Александрович        | 20.02.1924 — 10.02.2005 | Тракторист совхоза «Малеч» Берёзовского района Брестской области | 12.12.1973      | [ ГС 33 ]  |
| 35         | Цед Любовь Павловна                 | 14.10.1934 — 03.12.2016 | Телятница колхоза «Гигант» Бобруйского района Могилёвской области | 22.03.1966      | [ ГС 34 ]  |
| 36         | Цедрик Анна Яковлевна               | 20.01.1912 — 04.09.1983 | Свинарка совхоза «Натальевск» Червенского района Минской области | 22.03.1966      | [ ГС 35 ]  |
| 37         | Цеков Демьян Владимирович           | 1914—1977               | Комбайнёр Ново-Даниловской МТС Запорожской области | 21.08.1953      | [ ГС 36 ]  |
| 38         | Цекунова Рита Семёновна             | 19.12.1931 — 21.05.2010 | Аппаратчица Гомельского кондитерского комбината «Спартак» Министерства пищевой промышленности Белорусской ССР                                                                                              | 26.04.1971      | [ ГС 37 ]  |
| 39         | Целёра Мария Никифоровна            | 22.04.1912 — 01.06.1980 | Звеньевая колхоза имени Обарчука Полонского района Каменец-Подольской области | 19.03.1947      | [ ГС 38 ]  |
| 40         | Целех Георгий Феофанович            | 1920 — ????             | Председатель колхоза «Червона зирка» Волочисского района Хмельницкой области | 31.12.1965      | [ ГС 39 ]  |
| 41         | Целиков Виталий Васильевич          | род. 1923               | Бывший председатель колхоза имени Ленина Овручского района Житомирской области | 08.04.1971      |            |
| 42         | Целуйко Павел Филиппович            | 10.02.1905 — 25.04.1987 | Старший механик совхоза имени Красной Армии Министерства совхозов СССР, Полтавский район Полтавской области                                                                                                | 13.03.1948      | [ ГС 40 ]  |
| 43         | Целюрик Алексей Лукич               | 30.03.1925 — 01.10.2001 | Комбайнёр Хорольской машинно-тракторной станции Полтавской области | 26.02.1958      | [ ГС 41 ]  |
| 44         | Центерадзе Владимир Илларионович    | 1905 — ????             | Бригадир колхоза имени Берия Махарадзевского района Грузинской ССР | 23.07.1951      | [ ГС 42 ]  |
| 45         | Центерадзе Тамара Самсоновна        | 1916 — ????             | Звеньевая колхоза имени Берия Махарадзевского района Грузинской ССР | 23.07.1951      | [ ГС 43 ]  |
| 46         | Цепляев Роман Никифорович           | 1914 — ????             | Бригадир полеводческой бригады колхоза «Победа» Андреевского района Талды-Курганской области | 28.03.1948      | [ ГС 44 ]  |
| 47         | Церетели Зураб Константинович       | 04.01.1934 — 22.04.2025 | Председатель Союза дизайнеров Грузии, народный художник СССР | 11.11.1990      | [ ГС 45 ]  |
| 48         | Церетели Улфие Сулеймановна         | род. 1925               | Звеньевая колхоза имени Ленина Кобулетского района Аджарской АССР | 21.02.1948      | [ ГС 46 ]  |
| 49         | Цертий Николай Мефодиевич           | 28.10.1930 — 12.03.2001 | Бригадир колхоза «Россия» Новоукраинского района Кировоградской области | 22.12.1977      | [ ГС 47 ]  |
| 50         | Церцвадзе Георгий Александрович     | 1927 — ????             | Бригадир трактористов Горийского районного объединения «Грузсельхозтехники», Грузинская ССР | 27.12.1976      | [ ГС 48 ]  |
| 51         | Церцвадзе Михаил Ираклиевич         | 10.01.1905 — ????       | Главный агроном отдела сельского хозяйства Зестафонского района Грузинской ССР | 09.08.1949      | [ ГС 49 ]  |
| 52         | Церцвадзе Шота Ермилович            | 1923 — ????             | Звеньевой колхоза имени Микояна Маяковского района Грузинской ССР | 09.08.1949      | [ ГС 50 ]  |
| 53         | Цесарский Семён Григорьевич         | 17.01.1894 — 20.08.1968 | Начальник управления «Севгидрострой» Государственного производственного комитета по энергетике и электрификации СССР, инженер-полковник, Мурманская область                                                | 01.10.1963      | [ ГС 51 ]  |
| 54         | Цехмыстро Павел Сергеевич           | 1910 — ????             | Бригадир тракторной бригады МТС имени Куйбышева Славянского района Сталинской области | 10.05.1948      |            |
| 55         | Цецегов Сергей Степанович           | 16.10.1921 — 27.06.2011 | Токарь Горьковского авиастроительного завода имени С. Орджоникидзе Министерства авиационной промышленности СССР                                                                                            | 22.07.1966      | [ ГС 52 ]  |
| 56         | Цециор Зиновий Моисеевич            | 15.02.1914 — 25.03.1990 | Заместитель главного конструктора НИИ-944 Государственного комитета Совета Министров СССР по судостроению и начальник отдела НИИ прикладной механики Министерства общего машиностроения СССР, гор. Москва  | 17.06.1961      | [ ГС 53 ]  |
| 56.000002  | Цецхладзе Фадима Сулеймановна       | 23.02.1929 — 2006       | Колхозница колхоза имени Михайлова Кобулетского района Аджарской АССР | 29.08.1949      | [ ГС 54 ]  |
| 57         | Цибизова Татьяна Андреевна          | 24.01.1920 — 07.08.1981 | Свинарка колхоза «Память Ильича» Сараевского района Рязанской области | 08.01.1960      | [ ГС 55 ]  |
| 58         | Цибулин Лев Григорьевич             | 07.06.1927 — 28.02.2009 | Главный геофизик Тюменского производственного геологического управления Министерства геологии РСФСР | 23.01.1968      | [ ГС 56 ]  |
| 59         | Цивцивадзе Георгий Васильевич       | 1923 — ????             | Звеньевой колхоза имени Берия Зестафонского района Грузинской ССР | 09.08.1949      | [ ГС 57 ]  |
| 60         | Цивцивадзе Дали Ивановна            | род. 20.08.1942         | Колхозница колхоза имени Цулукидзе Цулукидзевского района Грузинской ССР | 02.04.1966      | [ ГС 58 ]  |
| 61         | Циглимов Семён Сергеевич            | 05.01.1941 — 14.11.2013 | Комбайнёр совхоза «Легостаевский» Новосёловского района Красноярского края | 05.10.1984      | [ ГС 59 ]  |
| 62         | Циекурс Ян Петрович                 | род. 1931               | Тракторист совхоза «Вийциемс» Валкского района Латвийской ССР | 12.12.1973      | [ ГС 60 ]  |
| 63         | Цикал Мария Васильевна              | 09.02.1927 — 08.07.1992 | Свинарка колхоза «Заповит Иллича» Великолепетихского района Херсонской области | 22.03.1966      | [ ГС 61 ]  |
| 64         | Цикаридзе Шура Илларионовна         | 1913 — ????             | Колхозница колхоза имени Молотова Махарадзевского района Грузинской ССР | 01.09.1951      | [ ГС 62 ]  |
| 65         | Циклаури Андрей Васильевич          | 1883 — 10.05.1958       | Паровозный машинист-инструктор Тбилисского депо Закавказской железной дороги, Грузинская ССР | 05.11.1943      | [ ГС 63 ]  |
| 66         | Цикунов Виктор Фёдорович            | 1916—1997               | Машинист локомотивного депо Брянск-Льговский Московской железной дороги, Брянская область | 04.05.1971      | [ ГС 64 ]  |
| 67         | Цимбал Александр Константинович     | 28.10.1920 — 25.04.1986 | Слесарь завода № 385 Государственного комитета по оборонной технике СССР, Челябинская область | 28.04.1963      | [ ГС 65 ]  |
| 68         | Цинаридзе Ахмед Рамизович           | род. 1927               | Колхозник колхоза имени Калинина Кобулетского района Аджарской АССР | 29.08.1949      |            |
| 69         | Цинаридзе Осман Шакирович           | 1901—1959               | Колхозник колхоза имени Калинина Кобулетского района Аджарской АССР | 29.08.1949      | [ ГС 66 ]  |
| 70         | Цинёв Георгий Карпович              | 05.05.1907 — 31.05.1996 | Заместитель Председателя Комитета государственной безопасности при Совете Министров СССР, генерал-полковник, гор. Москва                                                                                   | 04.05.1977      | [ ГС 67 ]  |
| 71         | Цинис Имант Карлович                | 15.03.1931 — 15.06.1990 | Старший машинист экскаватора Елагвского мелиоративно-строительного управления, Латвийская ССР | 08.04.1971      | [ ГС 68 ]  |
| 72         | Цинцадзе Татьяна Максимовна         | 1914 — 07.01.1996       | Рабочая Чаквинского совхоза имени Ленина Министерства сельского хозяйства СССР, Кобулетский район Аджарской АССР                                                                                           | 01.09.1951      | [ ГС 69 ]  |
| 73         | Цинцадзе Шазил Сулейманович         | 1922—1981               | Звеньевой колхоза «Авангард» Батумского района Аджарской АССР | 03.07.1950      | [ ГС 70 ]  |
| 74         | Ципко Семён Иванович                | 13.02.1927 — 02.02.1995 | Мастер доменного цеха Запорожского металлургического завода имени Орджоникидзе «Запорожсталь» Запорожского совнархоза                                                                                      | 19.07.1958      | [ ГС 71 ]  |
| 75         | Циплаков Михаил Владимирович        | 14.10.1923 — 10.03.2003 | Первый секретарь Шиловского райкома КПСС, Рязанская область | 08.01.1960      | [ ГС 72 ]  |
| 76         | Циренщиков Клавдий Иванович         | 03.06.1908 — 24.04.1981 | Директор Березниковского титано-магниевого комбината Министерства цветной металлургии СССР, Пермская область                                                                                               | 20.05.1966      | [ ГС 73 ]  |
| 77         | Цирулёв Владимир Павлович           | 16.08.1925 — 30.12.2012 | Председатель колхоза «Гигант» Кузнецкого района Пензенской области | 29.08.1986      | [ ГС 74 ]  |
| 78         | Цискаришвили Василий Алексеевич     | 1904 — ????             | Председатель колхоза имени Куйбышева Кварельского района Грузинской ССР | 21.02.1948      | [ ГС 75 ]  |
| 79         | Цискаришвили Михаил Аполлонович     | 11.11.1928 — 1998       | Начальник управления строительства Ингурской ГЭС Министерства энергетики и электрификации СССР, Грузинская ССР                                                                                             | 10.08.1979      | [ ГС 76 ]  |
| 79.000003  | Цитаишвили Мария Кирилловна         | 1911 — ????             | Звеньевая колхоза имени Кагановича Ланчхутского района Грузинской ССР | 01.11.1951      | [ ГС 77 ]  |
| 80         | Цитайшвили Григорий Ирадионович     | 1905 — ????             | Старший агроном Ахалшенского совхоза Министерства сельского хозяйства СССР, Батумский район Аджарской АССР                                                                                                 | 17.08.1949      | [ ГС 78 ]  |
| 81         | Цитайшвили Кетеван Онуфриевна       | 1905 — ????             | Колхозница колхоза имени Молотова Махарадзевского района Грузинской ССР | 01.09.1951      | [ ГС 79 ]  |
| 82         | Цителадзе Ремзи Мемедович           | 1924 — ????             | Звеньевой колхоза «Авангард» Батумского района Аджарской АССР | 03.07.1950      | [ ГС 80 ]  |
| 83         | Цителашвили Тамара Константиновна   | 1925 — ????             | Звеньевая колхоза имени Чарквиани Зестафонского района Грузинской ССР | 09.08.1949      | [ ГС 81 ]  |
| 84         | Цитлидзе Гиви Акакиевич             | 25.02.1923 — ????       | Председатель колхоза имени Ленина села Натанеби Махарадзевского района Грузинской ССР | 08.04.1971      | [ ГС 82 ]  |
| 85         | Циунель Иван Клементьевич           | 21.02.1925 — 05.02.1972 | Бригадир малой комплексной бригады Опаринского леспромхоза Министерства лесной, целлюлозно-бумажной и деревообрабатывающей промышленности, Кировская область                                               | 17.09.1966      | [ ГС 83 ]  |
| 86         | Цихистави Михаил Давидович          | 1908 — ????             | Секретарь Кварельского районного комитета Компартии (большевиков) Грузии | 19.04.1951      | [ ГС 84 ]  |
| 87         | Цицава Варлам Отарович              | 1908 — ????             | Бригадир колхоза «Октомбери» Зугдидского района Грузинской ССР | 21.02.1948      | [ ГС 85 ]  |
| 88         | Цицаркин Яков Родионович            | 1900 — 28.05.1977       | Каменщик строительного управления № 20 треста «Мосстрой» № 4 Главмосстроя, гор. Москва | 09.08.1958      |            |
| 89         | Цквитария Дзаку Фидоевич            | 1900 — ????             | Председатель колхоза имени Андреева Гульрипшского района Абхазской АССР | 21.02.1948      | [ ГС 86 ]  |
| 90         | Цмокалюк Исаак Николаевич           | 02.05.1902 — 10.04.1986 | Председатель колхоза имени Будённого Черневецкого района Винницкой области | 16.02.1948      | [ ГС 87 ]  |
| 91         | Цобехия Авксентий Гусаревич         | 1900 — ????             | Звеньевой колхоза «Сабчота чай» Гальского района Абхазской АССР | 21.02.1948      | [ ГС 88 ]  |
| 92         | Цой Бонсо                           | 25.04.1912 — 20.05.1964 | Бригадир колхоза «Полярная звезда» Средне-Чирчикского района Ташкентской области | 07.05.1951      | [ ГС 89 ]  |
| 93         | Цой Геннадий                        | 17.08.1915 — ????       | Звеньевой колхоза имени Микояна Нижне-Чирчикского района Ташкентской области | 22.05.1951      | [ ГС 90 ]  |
| 94         | Цой Ги-Хва                          | 1911 — 09.09.1989       | Звеньевой колхоза «Кантонская коммуна» Тереньузякского района Кзыл-Ординской области | 20.05.1949      | [ ГС 91 ]  |
| 95         | Цой Дяим                            | 1906—1994               | Бригадир кормовой бригады колхоза «Полярная звезда» Средне-Чирчикского района Ташкентской области | 01.11.1951      | [ ГС 92 ]  |
| 96         | Цой Зя-Ир                           | 17.02.1906 — 17.09.1982 | Директор Уштобинской МТС Каратальского района Талды-Курганской области | 28.03.1948      | [ ГС 93 ]  |
| 97         | Цой Иван Антонович                  | 05.03.1901 — 24.12.1976 | Председатель колхоза «Правда» Верхне-Чирчикского района Ташкентской области | 21.12.1953      | [ ГС 94 ]  |
| 98         | Цой Иван Зосимович                  | 18.03.1924 — 2006       | Звеньевой колхоза «Красная Звезда» Яны-Курганского района Кзыл-Ординской области | 20.05.1949      | [ ГС 95 ]  |
| 99         | Цой Иван                            | 06.06.1914 — 24.04.1991 | Бригадир тракторной бригады 1 Верхне-Чирчикской МТС Ташкентской области | 21.12.1953      | [ ГС 96 ]  |
| 100        | Цой Моисей Андреевич                | 19.04.1904 — ????       | Звеньевой колхоза имени Горького Каратальского района Талды-Курганской области | 28.03.1948      | [ ГС 97 ]  |
| 101        | Цой Николай                         | 06.08.1925 — 06.2002    | Звеньевой колхоза имени Микояна Нижне-Чирчикского района Ташкентской области | 17.07.1951      | [ ГС 98 ]  |
| 102        | Цой Ольга Семёновна                 | 08.12.1924 — 29.06.2002 | Звеньевая колхоза имени Ворошилова Каратальского района Талды-Курганской области | 28.03.1948      | [ ГС 99 ]  |
| 103        | Цой Павел Николаевич                | 26.12.1926 — 14.06.1987 | Звеньевой колхоза имени Свердлова Верхне-Чирчикского района Ташкентской области | 17.07.1951      | [ ГС 100 ] |
| 104        | Цой Пон-Нам                         | 1912—1978               | Бригадир колхоза «Правда» Верхне-Чирчикского района Ташкентской области | 08.02.1954      | [ ГС 101 ] |
| 105        | Цой Сергей Бонхович                 | 1913 — 07.04.1985       | Звеньевой колхоза «Новая жизнь» Нижне-Чирчикского района Ташкентской области | 15.10.1951      | [ ГС 102 ] |
| 106        | Цой Сын-Гук                         | 28.11.1919 — 15.09.1991 | Звеньевой колхоза имени Свердлова Верхне-Чирчикского района Ташкентской области | 22.05.1951      | [ ГС 103 ] |
| 107        | Цой Фирму                           | 28.01.1916 — 05.03.1994 | Комбайнёр Уш-Тобинской МТС Каратальского района Талды-Курганской области | 23.06.1950      | [ ГС 104 ] |
| 108        | Цой Чан-Гын                         | 1915 — 18.06.1986       | Колхозник колхоза «Красный Восток» Каратальского района Талды-Курганской области | 23.06.1950      | [ ГС 105 ] |
| 109        | Цой Чун-Се                          | 02.02.1908 — 10.06.1999 | Звеньевой колхоза «Авангард» Чиилийского района Кзыл-Ординской области | 20.05.1949      | [ ГС 106 ] |
| 110        | Цой Юн-Хон                          | 20.02.1911 — 16.06.1998 | Колхозник колхоза «Гигант» Чиилийского района Кзыл-Ординской области | 21.06.1950      | [ ГС 107 ] |
| 111        | Цомартов Афако Кайтикоевич          | 15.03.1925 — 05.03.1973 | Старший плавильщик завода «Электроцинк» Министерства цветной металлургии СССР, гор. Орджоникидзе Северо-Осетинской АССР                                                                                    | 30.03.1971      | [ ГС 108 ] |
| 111.000004 | Цопкало Раиса Георгиевна            | 07.04.1926 — 03.04.2014 | Звеньевая виноградарского совхоза имени Молотова Министерства пищевой промышленности СССР, Анапский район Краснодарского края                                                                              | 26.09.1950      | [ ГС 109 ] |
| 112        | Цоцерия Алексей Андреевич           | 1922 — ????             | Звеньевой колхоза «Октомбери» Зугдидского района Грузинской ССР | 21.02.1948      | [ ГС 110 ] |
| 113        | Цуканов Андрей Дмитриевич           | 26.03.1930 — 03.03.2003 | Старший вальцовщик Новолипецкого металлургического завода Министерства чёрной металлургии СССР, Липецкая область                                                                                           | 02.03.1981      | [ ГС 111 ] |
| 113.000005 | Цуканова Ольга Ивановна             | 14.07.1917 — 19.08.2002 | Доярка подсобного хозяйства «Горки-II» Звенигородского района Московской области | 19.12.1953      | [ ГС 112 ] |
| 114        | Цукерман Вениамин Аронович          | 06.04.1913 — 25.02.1993 | Начальник лаборатории КБ-11 Министерства среднего машиностроения СССР, Горьковская область | 07.03.1962      | [ ГС 113 ] |
| 115        | Цукуров Александр Максимович        | род. 20.08.1931         | Бригадир проходчиков горных выработок шахтоуправления № 1 треста «Октябрьуголь» объединения «Артёмуголь» Министерства угольной промышленности Украинской ССР, Донецкая область                             | 29.06.1966      | [ ГС 114 ] |
| 116        | Цулаия Александр Малхазович         | 1906 — ????             | Председатель колхоза «Ахалицховреба» Хобского района Грузинской ССР | 03.05.1949      | [ ГС 115 ] |
| 117        | Цулая Екатерина Викторовна          | род. 1921               | Звеньевая колхоза имени Сталина Гантиадского сельсовета Гагрского района Абхазской АССР | 03.05.1949      | [ ГС 116 ] |
| 118        | Цулукидзе Леван Александрович       | 1918—1992               | Председатель колхоза имени Молотова Кобулетского района Аджарской АССР | 01.09.1951      | [ ГС 117 ] |
| 119        | Цунаев Иван Сергеевич               | 25.10.1931 — 10.01.1991 | Бригадир совхоза «Новая жизнь» Пронского района Рязанской области | 29.05.1990      | [ ГС 118 ] |
| 120        | Цупкова Клавдия Петровна            | 05.10.1926 — 15.06.2019 | Машинист башенного крана управления механизации № 15 треста «Мосстроймеханизация» № 5 Главмосстроя, гор. Москва                                                                                            | 21.06.1963      | [ ГС 119 ] |
| 121        | Цуркан Валентин Максимович          | 1914 — ????             | Звеньевой колхоза имени Карла Маркса Слободзейского района Молдавской ССР | 15.02.1957      | [ ГС 120 ] |
| 122        | Цурлуй Сергей Григорьевич           | 16.07.1899 — 07.06.1980 | Директор совхоза «Степной» Джетыгаринского района Кустанайской области | 11.01.1957      | [ ГС 121 ] |
| 123        | Цуцкиридзе Григорий Семёнович       | 1895 — ????             | Звеньевой колхоза имени Молотова Орджоникидзевского района Грузинской ССР | 09.08.1949      | [ ГС 122 ] |
| 124        | Цуцкиридзе Михаил Онисимович        | 1918 — ????             | Звеньевой колхоза имени Молотова Орджоникидзевского района Грузинской ССР | 09.08.1949      | [ ГС 123 ] |
| 125        | Цуцунашвили Иосиф Захарьевич        | 1898 — ????             | Звеньевой виноградарского совхоза «Цинандали» Министерства пищевой промышленности СССР, Телавский район Грузинской ССР                                                                                     | 04.09.1950      |            |
| 126        | Цушко Харлампий Иванович            | 24.04.1922 — 12.08.1999 | Председатель колхоза «Зори Кремля» Первомайского района Николаевской области | 08.04.1971      |            |
| 127        | Цхадая Александр Теймуразович       | 1904 — ????             | Директор Ингирского совхоза имени Берия Министерства сельского хозяйства СССР, Зугдидский район Грузинской ССР                                                                                             | 01.09.1951      | [ ГС 124 ] |
| 128        | Цхведиани Александр Сопромович      | 1897 — ????             | Звеньевой колхоза имени 10-летия Советской власти Цагерского района Грузинской ССР | 09.08.1949      | [ ГС 125 ] |
| 129        | Цховребадзе Григорий Алексеевич     | 15.03.1907 — 02.08.2003 | Секретарь Ванского райкома Компартии (большевиков) Грузии | 09.08.1949      | [ ГС 126 ] |
| 130        | Цховребов Григорий Иванович         | 15.01.1924 — 02.08.2003 | Командир самолёта Узбекского управления гражданской авиации Министерства гражданской авиации СССР, гор. Самарканд                                                                                          | 06.03.1980      | [ ГС 127 ] |
| 131        | Цхомелидзе Зинаида Фомаевна         | 1920 — ????             | Колхозница колхоза имени Андреева Махарадзевского района Грузинской ССР | 19.07.1950      | [ ГС 128 ] |
| 132        | Цыба Александра Андреевна           | 20.05.1928 — 07.04.2019 | Машинист-оператор Магнитогорского металлургического комбината Министерства чёрной металлургии СССР, Челябинская область                                                                                    | 22.03.1966      | [ ГС 129 ] |
| 133        | Цыбань Николай Григорьевич          | 19.12.1915 — 21.04.1987 | Директор Южного турбинного завода «Зоря» Министерства судостроительной промышленности СССР, гор. Николаев                                                                                                  | 25.07.1966      | [ ГС 130 ] |
| 134        | Цыбасов Игорь Вячеславович          | 02.02.1936 — 11.05.2019 | Командир лётного отряда Западно-Сибирского управления гражданской авиации Министерства гражданской авиации СССР, Томская область                                                                           | 15.06.1971      | [ ГС 131 ] |
| 135        | Цыбенко Константин Евстафьевич      | 1902 — 11.11.1967       | Председатель колхоза «Большевик» Шосткинского района Сумской области | 26.02.1958      | [ ГС 132 ] |
| 136        | Цыбиков Чайбон                      | 1901—1982               | Плотник треста «Бурстрой» Совета Министров Бурятской АССР | 09.08.1958      | [ ГС 133 ] |
| 137        | Цыбулевский Хаим Шулимович          | 1908 — ????             | Директор Судженской МТС Анжеро-Судженского района Кемеровской области | 25.02.1949      |            |
| 138        | Цыбулина Клавдия Фёдоровна          | 18.03.1929 — 02.09.2020 | Слесарь-сборщик Краснодарского завода электроизмерительных приборов «ЗИП» Министерства приборостроения, средств автоматизации и систем управления СССР                                                     | 02.07.1966      | [ ГС 134 ] |
| 139        | Цыганков Аркадий Фёдорович          | 31.05.1931 — 31.12.2011 | Капитан среднего рыболовного траулера-рефрижератора № 9051 Управления тралового флота, Калининградская область                                                                                             | 13.04.1963      | [ ГС 135 ] |
| 140        | Цыганков Василий Ильич              | 24.02.1911 — 24.05.1994 | Слесарь Свердловского мясокомбината Министерства мясной и молочной промышленности РСФСР | 14.06.1966      | [ ГС 136 ] |
| 141        | Цыганков Тимофей Пантелеевич        | 1910 — 18.06.1981       | Бригадир тракторной бригады Майкопской МТС Адыгейской автономной области | 06.05.1948      | [ ГС 137 ] |
| 142        | Цыганкова Ольга Григорьевна         | 17.03.1926 — ????       | Дежурная по станции Одесса-Сортировочная Одесско-Кишинёвской железной дороги | 04.05.1971      | [ ГС 138 ] |
| 143        | Цыганов Георгий Ефимович            | 13.03.1919 — 13.04.1999 | Электромонтёр Томского эксплуатационно-технического узла связи Министерства связи СССР | 16.01.1974      | [ ГС 139 ] |
| 144        | Цыганок Василий Иванович            | 21.06.1911 — 21.02.1993 | Комбайнёр Куйбышевской МТС Ростовской области | 21.05.1952      | [ ГС 140 ] |
| 145        | Цыганок Екатерина Михайловна        | 1912—2003               | Свинарка колхоза имени Ленина Старо-Бешевского района Сталинской области | 26.02.1958      | [ ГС 141 ] |
| 146        | Цыгвинцева Лидия Ивановна           | 16.07.1927 — 26.03.1996 | Намотчица Сарапульского радиозавода имени С. Орджоникидзе Министерства радиопромышленности СССР, Удмуртская АССР                                                                                           | 29.07.1966      | [ ГС 142 ] |
| 147        | Цыдендоржиев Дондоб Читагарович     | 1900 — ????             | Председатель колхоза имени Сталина Курумканского аймака Бурят-Монгольской АССР | 29.03.1948      | [ ГС 143 ] |
| 148        | Цыденов Гомбо Боболоевич            | 14.09.1909 — 07.02.1976 | Председатель колхоза имени Карла Маркса Баргузинского аймака Бурятской АССР | 03.07.1959      | [ ГС 144 ] |
| 149        | Цымбал Лидия Николаевна             | 1923 — ????             | Главный агроном колхоза имени XX съезда КПСС Бобринецкого района Кировоградской области | 08.04.1971      | [ ГС 145 ] |
| 150        | Цымбалист Мария Михайловна          | 1918 — ????             | Свинарка колхоза «Дружба» Дондюшанского района Молдавской ССР | 22.03.1966      |            |
| 151        | Цыпляк Владимир Николаевич          | 30.09.1930 — 19.10.1978 | Горнорабочий очистного забоя шахты № 1 «Центральная» комбината «Красноармейскуголь» Министерства угольной промышленности Украинской ССР, Донецкая область                                                  | 30.03.1971      | [ ГС 146 ] |
| 152        | Цыремпилова Гомбо-Цырен Гончиковна  | 25.05.1930 — 08.04.2004 | Старший чабан колхоза «Коммунизм» Джидинского района Бурятской АССР | 22.03.1966      | [ ГС 147 ] |
| 153        | Цыремпилова Шалсама Ламажаповна     | 03.08.1915 — 11.12.2007 | Старший чабан колхоза имени Карла Маркса Баргузинского района Бурятской АССР | 22.03.1966      | [ ГС 148 ] |
| 154        | Цырков Георгий Александрович        | 28.11.1921 — 20.06.2001 | Начальник 5-го Главного управления Министерства среднего машиностроения СССР, гор. Москва | 12.08.1976      | [ ГС 149 ] |
| 155        | Цырюк Владимир Акимович             | 12.09.1930 — 18.08.2021 | Водитель Житомирской автоколонны № 2193 Министерства автомобильного транспорта Украинской ССР | 04.05.1971      | [ ГС 150 ] |
| 156        | Цытович Николай Александрович       | 26.05.1900 — 26.04.1984 | Заведующий кафедрой Московского инженерно-строительного института имени В. В. Куйбышева | 02.06.1980      | [ ГС 151 ] |
| 157        | Цюпа Евгений Петрович               | 1924 — ????             | Старший тракторист свеклосовхоза «Крещатик» Заставновского района Черновицкой области | 01.11.1951      |            |
| 158        | Цюрупа Иван Иосифович               | 29.08.1905 — 27.04.1972 | Начальник мостоотряда № 5 Народного комиссариата путей сообщения СССР | 05.11.1943      | [ ГС 152 ] |
| 159        | Цяпенко Фёдор Захарович             | 11.03.1925 — 1999       | Председатель колхоза имени Ленина Ямпольского района Винницкой области | 23.06.1966      | [ ГС 153 ] |